# Horisme longispicata
Horisme longispicata là một loài bướm đêm trong họ Geometridae.